# Sephanoides fernandensis
Sephanoides fernandensis là một loài chim trong họ Chim ruồi.